# Église Saint-Léon-le-Grand de Saint-Léon-le-Grand (Maskinongé)
L'église Saint-Léon-le-Grand est un édifice religieux catholique situé au cœur du village de Saint-Léon-le-Grand au Québec (Canada). Elle a été construite entre 1819 et 1824 et a été agrandie en 1914. L'église a été citée immeuble patrimonial par la municipalité de la paroisse de Saint-Léon-le-Grand en 1999 et été classée immeuble patrimonial en 2011 par le ministère de la Culture et des Communications.

## Histoire
Le développement du Grand Rang de la seigneurie Grosbois-Ouest vers les années 1770. Le nouveau village de Chacoura, qui prendra par la suite le nom de son église, envoie des requêtes à l'évêque de Québec pour ériger une chapelle. La première chapelle est construite en 1801. Entre 1819 et 1824, la chapelle a été remplacée par l'église actuelle. Cette dernière a été construite par corvée, coutume courante au début du XIXe siècle.

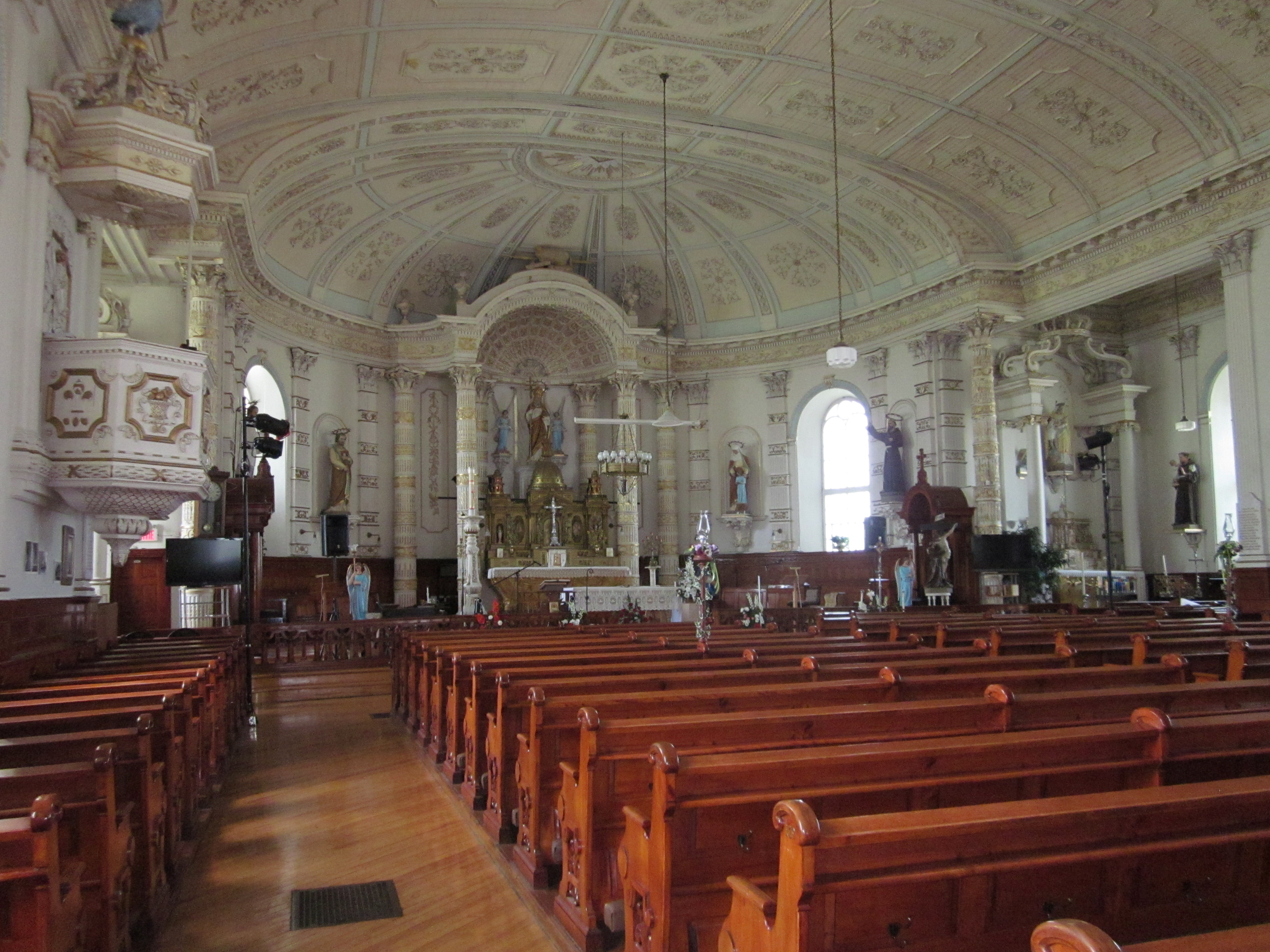
Intérieur de l'église Saint-Léon-le-Grand

Le décor intérieur a été réalisé à partir de 1830 par Alexis Milette (1793-1869). Il conçoit le retable, la chaire et le banc d'œuvre, et il fait l'ornementation de la voûte du chœur et de la corniche de la nef. En 1866, il donne la commande aux frères Joseph (1831-1901) et Georges-Félix (1833-1901) Héroux de terminer l'ornementation. Ces derniers complètent l'ornementation de la voûte de la nef, et sculptent le maître-autel et les autels latéraux.
En 1906, une chapelle-sacristie a été ajoutée en annexe à l'arrière, elle a été construite selon les plans de l'architecte Charles Lafond. En 1914, le clocher et les murs menace de effondrer, le sol en glaise ayant du mal à supporter la structure. Les architectes David Ouellet (1844-1915) et Pierre Lévesque (1880-1955) propose d'agrandir l'église en façade et de refaire le parement et le clocher. Il s'agit du dernier ouvrage du duo Ouellet et Lévesque avant la mort de David Ouellet. La maçonnerie est réparée en 1949.
L'église a été citée immeuble patrimonial par la municipalité de la paroisse de Saint-Léon-le-Grand le 7 juin 1999. Elle subit d'importants travaux la même année dans le but de consolider le clocher et la maçonnerie. Le 20 janvier 2011, elle a été classée immeuble patrimonial par le ministère de la Culture et des Communications en même temps que le christ en croix et le chandelier pascal sculptés par Alexis Milette.